# Lista de vulcões da Líbia
Esta é uma lista de vulcões ativos e extintos na Líbia.
| Nome         | Elevação | Elevação | Localização          | Última erupção |
| Nome         | metros   | pés      | Coordenadas          | Última erupção |
| Haruj        | 1200     | 3937     | 27° 15′ N, 17° 30′ L | Holoceno       |
| Waw an Namus | 547      | 1795     | 24° 33′ N, 17° 28′ L | Holoceno       |